# Miguel de San Román
Miguel de San Román y Meza (Puno, 17 maggio 1802 – Lima, 3 aprile 1863) è stato un politico peruviano.
È stato Presidente del Perù dal 24 ottobre 1862 al 3 aprile 1863.

## Biografia
Nato nella città di Puno, il 17 maggio 1802 da padre colonnello dell'esercito spagnolo, nel 1822 servì sotto Simón Bolívar e partecipò alla Battaglia di Ayacucho. Da allora, partecipò a molte lotte nei primi anni della neonata Repubblica peruviana.

## Presidente Costituzionale della Repubblica
È stato presidente del Consiglio di Stato del Perù tra il 1845 e il 1849. Nel 1854 ha collaborato all'insurrezione contro il regime di Echenique. Nel 1862 è stato eletto Presidente Costituzionale della Repubblica per il periodo 1862-1866. Ha adottato come moneta il Golden Sun e il sistema decimale di pesi e misure.
Morì pochi mesi dopo aver preso il potere, nel 1863. Fu sostituito dal suo vicepresidente, il generale Juan Antonio Pezet.